# 八道壕镇
八道壕镇，是中华人民共和国辽宁省锦州市黑山县下辖的一个乡镇级行政单位。

## 行政区划
八道壕镇下辖以下地区：
矿西社区、平安社区、新北社区、东南社区、八道壕村、曹屯村、南营子村、大夏村、小夏村、八家子村、韦城子村、戴屯村、黄家村、窝铺村、秦屯村、孔屯村、红槽村和冮台村。